# Beatrice Utondu
Beatrice Utondu (Nigeria, 23 de noviembre de 1969) es una atleta nigeriana retirada, especializada en la prueba de 4 x 100 m en la que llegó a ser medallista de bronce olímpica en 1992.

## Carrera deportiva
En los JJ. OO. de Barcelona 1992 ganó la medalla de bronce en los relevos 4 x 100 metros, con un tiempo de 42.81 segundos, llegando a meta tras Estados Unidos y el Equipo Unificado, siendo sus compañeras de equipo: Faith Idehen, Christy Opara-Thompson y Mary Onyali.